# كاغايان دو أورو
كاغايان دو أورو هي مدينة حضرية تقع في مينداناو الشمالية في الفلبين. وهي عاصمة مقاطعة ميساميس أوريانتال الشرقية حيث تقع جغرافيا ولكنها تحكم إداريًا بشكل مستقل عنها. يبلغ عدد سكانها 675،950 نسمة حسب تعداد 2015. 

## المناخ
تقع المدينة خارج حزام الأعاصير وطقسها دافئ وامطارها موزعة بالتساوي على مدار السنة 
وتشهد فترات جفاف قصيرة خلال شهري مارس وإبريل . والمعدل السنوي لدرجات الحرارة 26م

## ثقافة ومعالم
تعد كاجايان دو أورو ميناء رئسياً للوصول إلى شمالي منداناو
وهي مركز تجاري وتعليمي مهم، وتضم جامعة كزافييه، التي اسست عام 1933م . متحفاً غنياً بالفن الآسلامي والفن النصراني
وعلى المنحدرات الجبلية التي تشرف على المدينة يقع منتزة إينيتاو الوطني ومنتزة الصداقة الذهبية في حين لاتبعد شلالات كاتانيكو الإخاذة عن المدينة الا بمسافة قصيره وقد اسس الاسبان مدينة كاجايان دو أورو لتكون محطة تنطلق منها المهمات في القرن السابع عشر الميلادي وغدت مدينة معتمده عام 1950 م

## توأمة
لكاجايان دو آورو اتفاقيات توأمة مع كل من:
- اولونجابو
- تاينان

## معرض صور

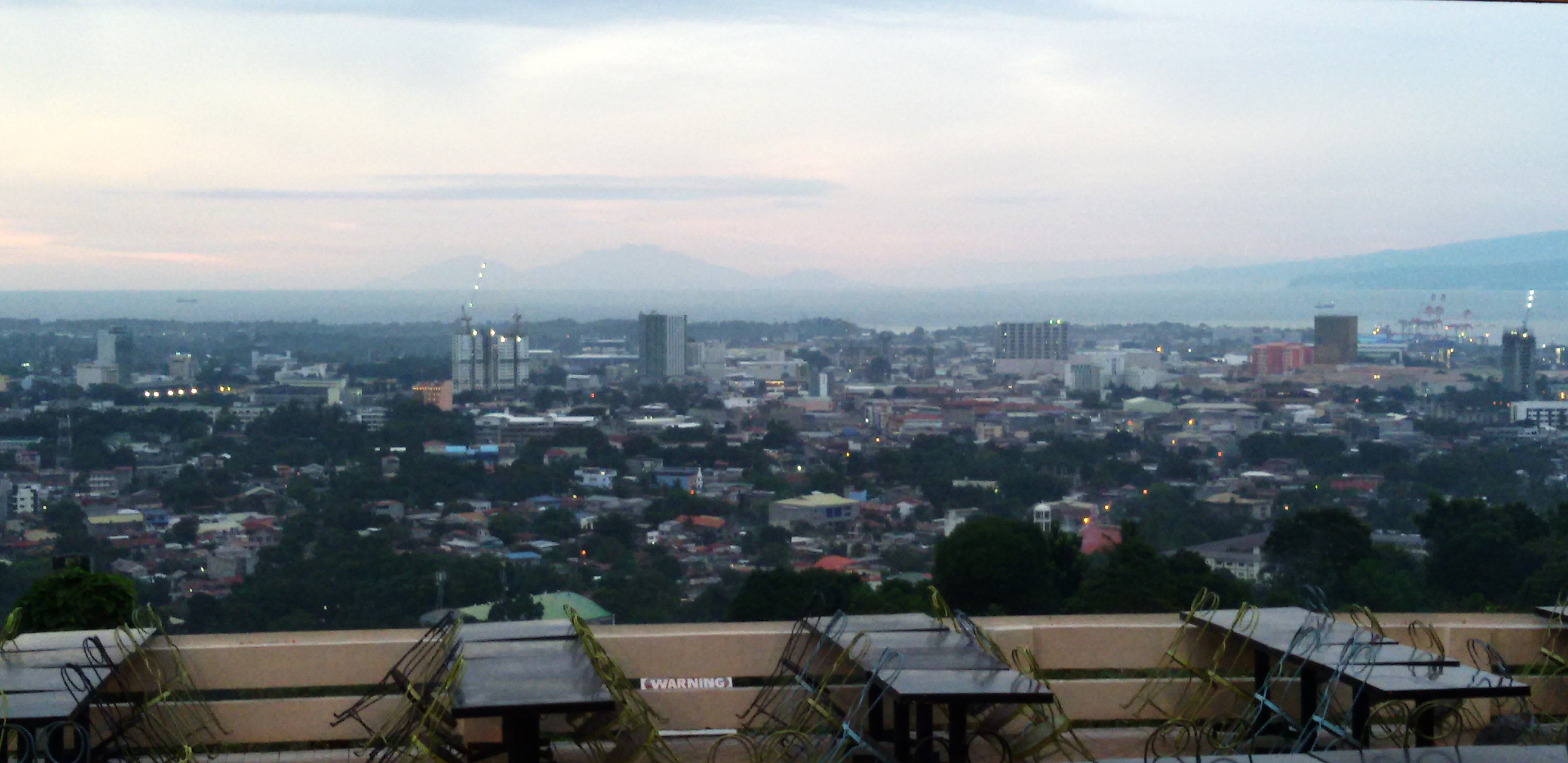
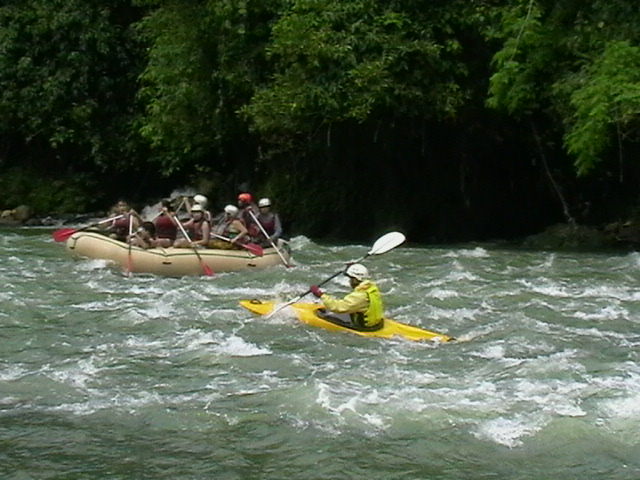
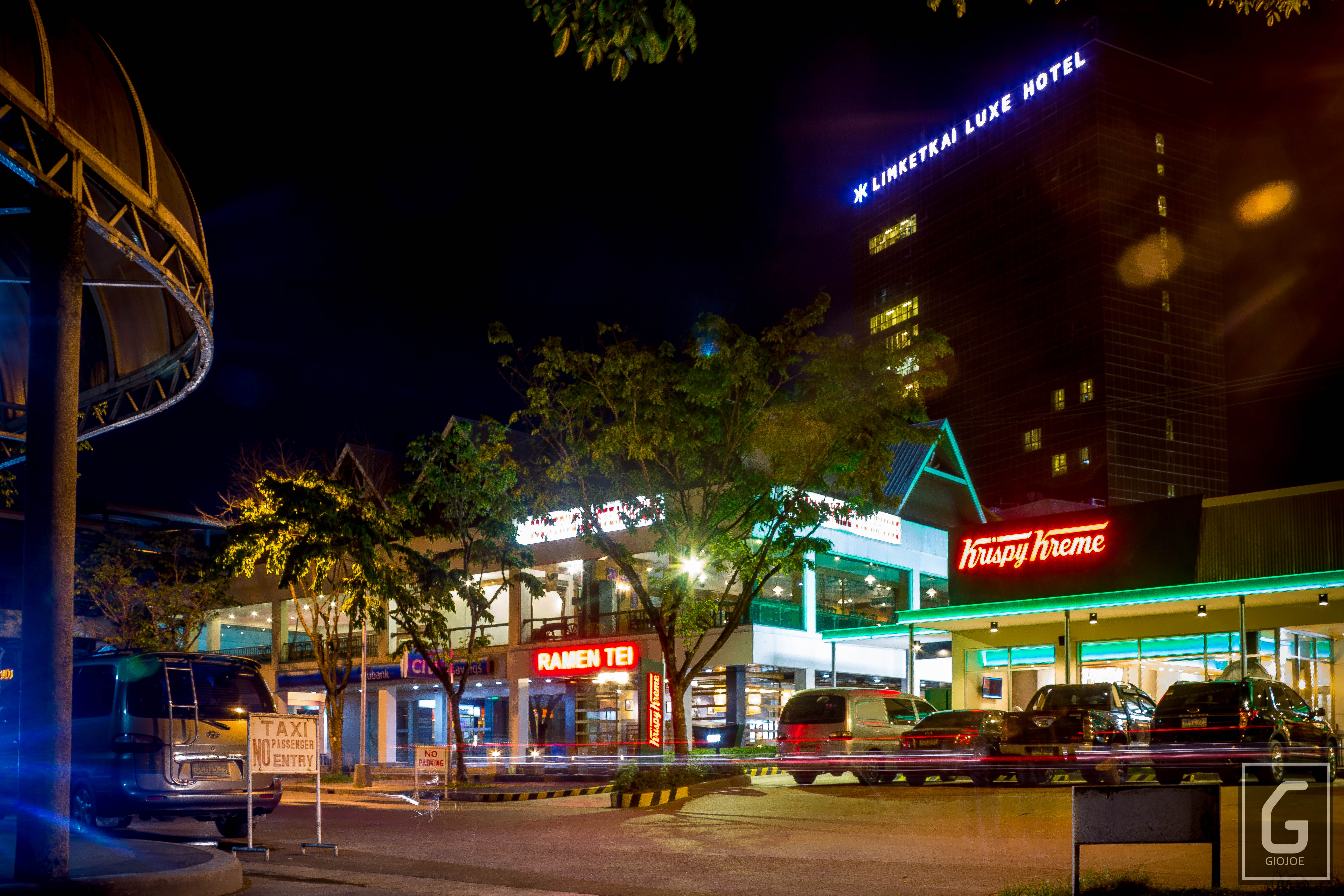
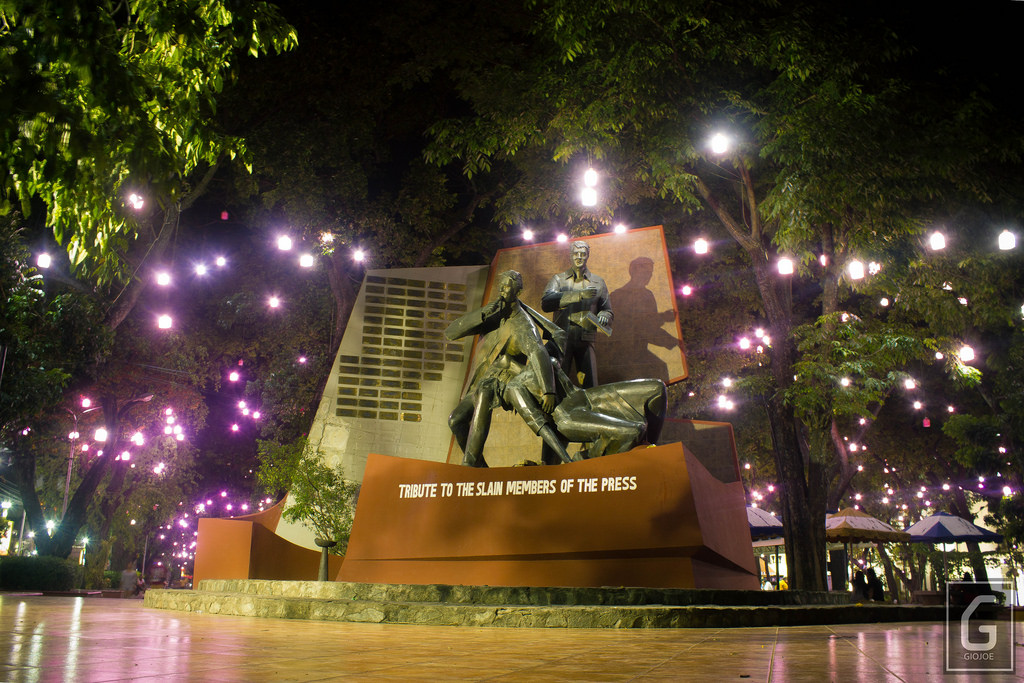
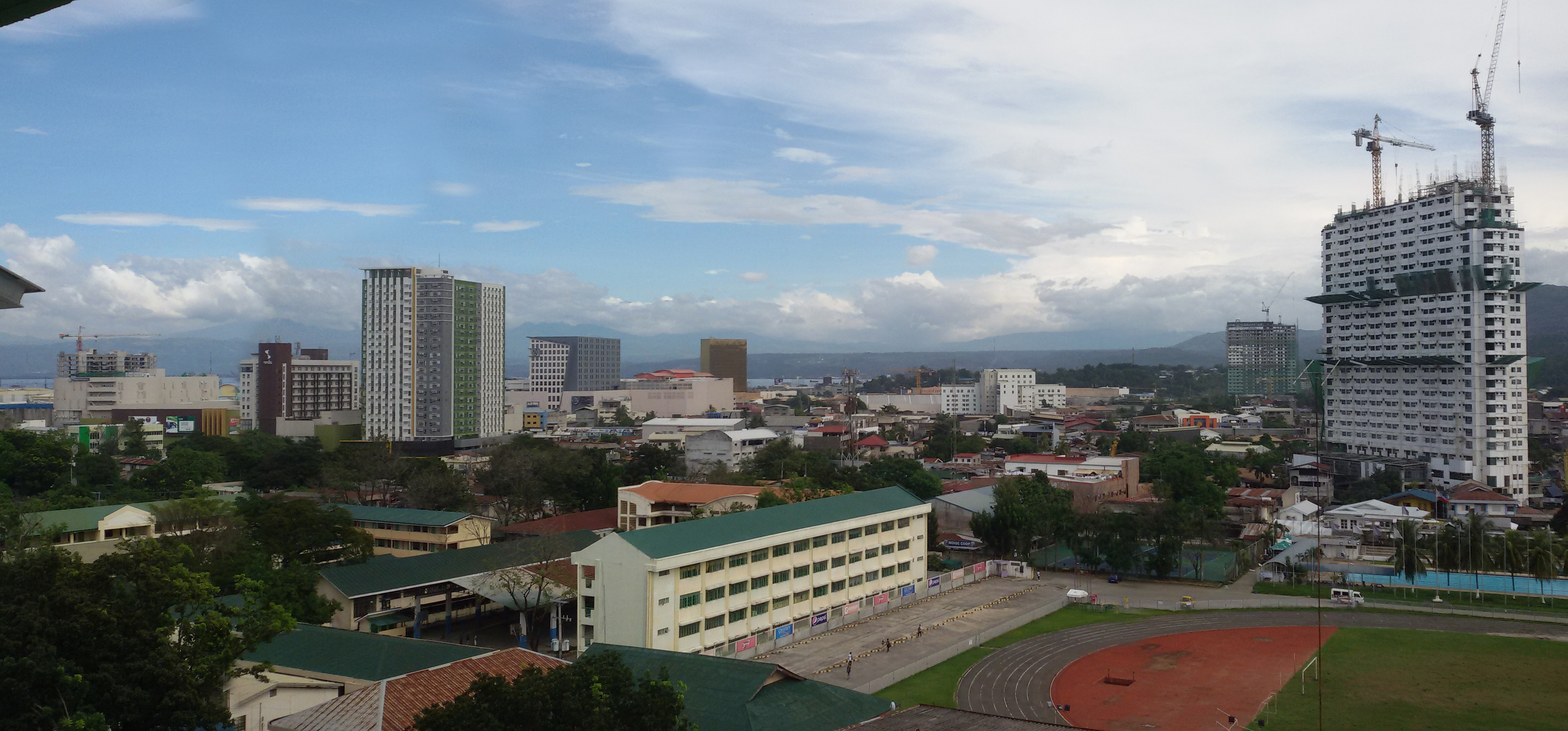
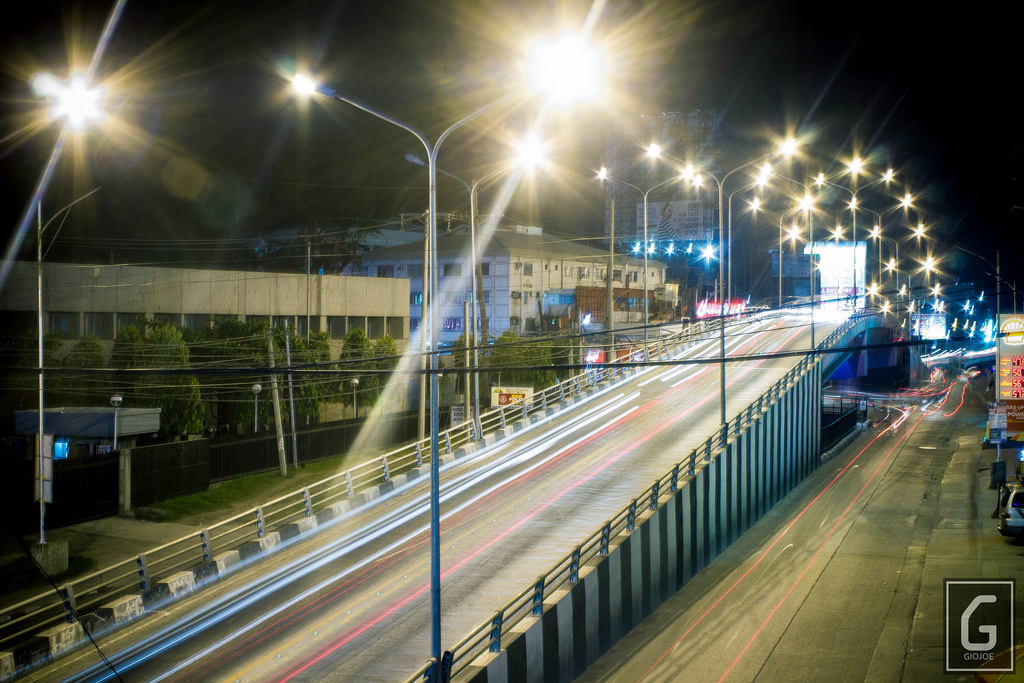

## أعلام
- فيوليتو بايلا
- جيسون باجارا
- ميلان ميليندو
- إيان لاريبا
- روفوس رودريغيز